# Topshop
Topshop (originalmente Top Shop) es una cadena multinacional británica de ropa, calzado y accesorios. Tuvo aproximadamente 500 tiendas alrededor del mundo –300 en Reino Unido-, y además, vendía en su tienda en línea. Tras los últimos escándalos de Philip Green y la crisis del Covid-19, la marca ha pasado a ser propiedad de ASOS (As Seen On Screen) el pasado 1 de febrero de 2021.

## Historia
Desde que se fundó en 1964, Topshop se ha convertido en un referente en estilo y en una cadena de moda con gran éxito. La idea de Topshop surgió en 1964, en un sótano en Sheffield en el que Peter Robinson decidió montar una tienda de ropa. Con el nombre de "Peter Robinson´s TopShop", se convirtió en un distribuidor independiente en menos de una década.
En 1970, Topman se creó como una marca derivada para atender al cliente masculino pero ahora opera como una cadena de ropa independiente a Topshop, aunque algunas tiendas se ubican en el mismo espacio. Más tarde, en 1994, la principal tienda de Topshop se inauguró en Oxford Circus, Londres, en el centro de una de las calles comerciales más famosas de la ciudad, que atrae a más de 200.000 clientes cada semana.
El mayor empujón de la marca fue en 2002 con la colaboración de grandes diseñadores con la marca como Alexander MacQueen, Christopher Kane, Stella McCartney o Matthew Williamson. En 2005, Topshop sacó una colección de diseño propio como parte del programa oficial de la London Fashion Week. En 2006, tras la firma con Kate Moss y Celia Birtwell, se reafirmó la reputación de la marca como líder de la moda. Asimismo, desde el año 2000, las colecciones de esta marca han estado disponibles más allá de la venta presencial gracias a la venta en línea, que incluye más de 30 destinos internacionales.

## Tiendas
Topshop tiene alrededor de 440 tiendas, 319 de ellas en Reino Unido.

### Tiendas insignia

#### Oxford Circus, Londres
Topshop Oxford Circus es la primera tienda Topshop en Gran Bretaña y la tienda de ropa más grande del mundo.  La tienda cuenta con un centro de manicura, un servicio de confección de una hora, un salón de peluquería dirigido por el famoso peluquero Daniel Hersheson, una cafetería, y un servicio de entrega en el cual los clientes pueden realizar un pedido a la tienda y sus productos serán entregado por una Vespa scooter dentro de una hora. Las dimensiones de esta tienda son 8.400 m² y abarca cinco plantas. La tienda atrae a más de 30.000 clientes cada día.

#### Broadway, Nueva York
La primera tienda insignia de Topshop fuera de Gran Bretaña está en Broadway en SoHo, Nueva York. La tienda ofrece servicios similares a la tienda Topshop de Oxford Circus en Londres. Además, es en la segunda tienda más grande de Topshop: la tienda de Nueva York tiene aproximadamente 5,600 m².

#### Liverpool One, Liverpool
En el verano de 2009, Topshop abrió su primera tienda al estilo de Manhattan, en el Reino Unido, en Liverpool, Inglaterra. Tiene unos 5, 600 m² de espacio comercial, por lo que es la segunda tienda más grande del país.  Es la tienda de insignia del norte de Inglaterra y también contiene la línea de ropa Topman.

#### Briggate, Leeds
En octubre de 2012, Topshop abrió una tienda insignia de 2,900 m² en Briggate en Leeds, que se convirtió en la tercera tienda más grande de Reino Unido que ofrece un servicio de compras personal.  Está en el centro comercial Trinity Leeds, en el cual, fue inaugurado en el marzo de 2013.

## Productos
Los productos principales de esta marca son ropa, calzado, maquillaje y accesorios.
En mayo de 2007, la supermodelo británica Kate Moss, diseñó su primera colección para Topshop. Su nombramiento fue anunciado justo antes de la salida de la directora ejecutiva Jane Shepherdson. En julio de 2007, la artista Stella Vine diseñó una edición limitada para Topshop inspidara en sus coloridas obras. En la cual, incluye camisetas, tops y vestidos decorados con purpurina rosa y adornados con eslóganes como "Breaking Up With Her Boyfriend".

## Polémicas

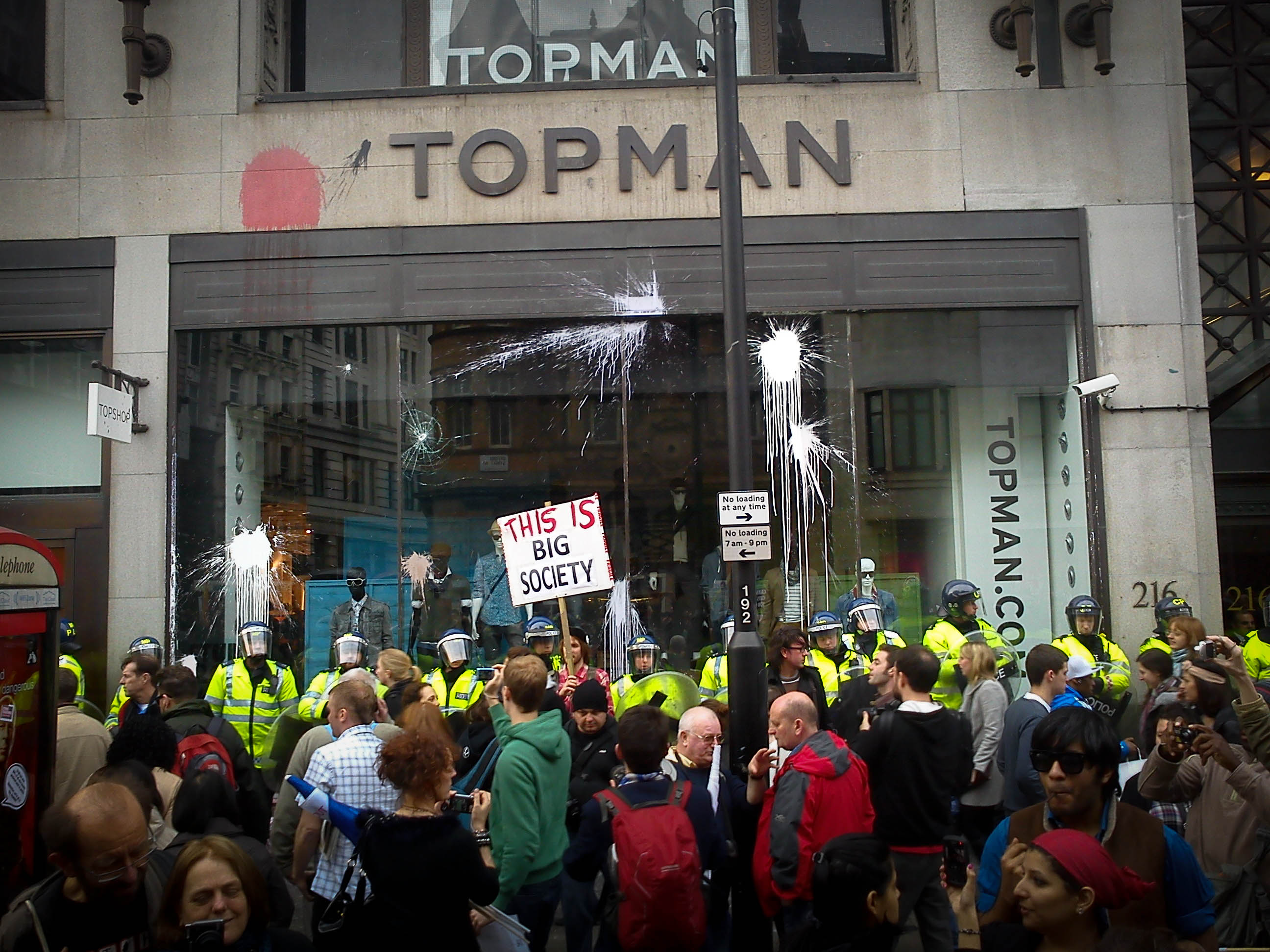
La sucursal insignia de Topshop en Oxford Street dañada por manifestantes en la protesta contra los recortes en Londres 2011.

El 4 de diciembre de 2010, una serie de campañas protagonizaron una sentada en la tienda insignia de Topshop de Oxford Circus. Mientras que en otras de las calles más grandes de la ciudad de Londres y ciudades de Inglaterra se vivieron protestas similares contra el régimen fiscal de las personas ricas y de las grandes empresas.
En febrero de 2011, la policía arrestó a Jed Miller de 19 años por escribir "paga tus impuestos" en la pared de una tienda de Topshop en Colchester.